# سارگیس
سارگیس (به ارمنی: Սարգիս) نام کوچک مردانه رایج در میان ارمنیان می‌باشد و ممکن است به یکی از موارد زیر اشاره داشته باشد:
- سارگیس آبراهامیان
- سارگیس آدامیان
- سارگیس بارخوداریان
- سارگیس پیتساک
- سارگیس تونویان
- سارگیس خاچاتریان (نقاش)
- سارگیس خاچاتریان (کشتی‌گیر)
- سارگیس کاراپتیان (بازیکن فوتبال زاده ۱۹۶۳)
- سارگیس لوکاشیان
- سارگیس موبایاجیان با نام ادبی آترپت
- سارگیس میناسیان
- سارگیس هاکوبیان
- سارگیس هوهانیسیان
- سارگیس هوهانیسیان (سیاست‌مدار) معروف به آرام مانوکیان (زاده ۱۸۷۹)
- سارگیس هووسپیان
- سرگیس سرگسیان

- Armenian Soviet Encyclopedia. Vol. 10. Yerevan. p. 215.
- Այվազյան, Հ. Մ. (2007). Ով ով է. հայեր (կենսագրական հանրագիտարան: Երկու հատորով). Vol. երկրորդ. Երևան: Հայկական հանրագիտարան հրատ. pp. 401-.
- Խուդավերդյան, Կոստանդին. Հայկական համառոտ հանրագիտարան (به ارمنی). Vol. 4. Երևան: Հայկական Հանրագիտարան հրատարակչություն ՊՈԱԿ. p. 400.